# Jefferson Najera
Jefferson Nájera (*Caluma, Ecuador, 1 de noviembre de 1988) es un futbolista ecuatoriano, su posición dentro del campo es delantero y centrocampista. Actualmente juega en el CSD La Gloria de la Segunda Categoría de Azuay.

## Clubes
| Club              | País    | Año           |
| ----------------- | ------- | ------------- |
| CSD Cotopaxi      | Ecuador | 2002 - 2004   |
| Deportivo Cuenca  | Ecuador | 2004 - 2011   |
| Manta FC          | Ecuador | 2011 - 2012   |
| Macará            | Ecuador | 2012 - 2013   |
| Deportivo Azogues | Ecuador | 2013 - 2013   |
| CD Estrella Roja  | Ecuador | 2013 - 2013   |
| Deportivo Azogues | Ecuador | 2013 - 2014   |
| UTC               | Ecuador | 2014 - 2015   |
| Macará            | Ecuador | 2015-2017     |
| Atenas FC         | Ecuador | 2017-2018     |
| CSD La Gloria     | Ecuador | 2018-presente |